# Liste der denkmalgeschützten Objekte in Gröbming
Die Liste der denkmalgeschützten Objekte in Gröbming enthält die 7 denkmalgeschützten, unbeweglichen Objekte der Gemeinde Gröbming im steirischen Bezirk Liezen.

## Denkmäler
| Foto |                 | Denkmal                                                                                        | Standort                                 | Beschreibung | Metadaten |
| ---- | --------------- | ---------------------------------------------------------------------------------------------- | ---------------------------------------- | --- | --- |
| ja   | Datei hochladen | Mariensäule HERIS-ID: 88681 Objekt-ID: 103263                                                  | vor Hauptstraße 48 Standort KG: Gröbming | Die Madonnenfigur aus Marmor stammt aus der Mitte des 17. Jahrhunderts, die Säule in der Art des Salzburger Bildhauers Hans Pernegger dem Älteren. | BDA-Hist.: Q37727196 Status: § 2a Stand der BDA-Liste: 2025-06-30 Name: Mariensäule GstNr.: 1338/9 Mariensäule (Gröbming)                                                                                   |
| ja   | Datei hochladen | Villa HERIS-ID: 88687 Objekt-ID: 103269                                                        | Hauptstraße 246 Standort KG: Gröbming    | Schlossartige Villa der Gründerzeit | BDA-Hist.: Q37727248 Status: § 2a Stand der BDA-Liste: 2025-06-30 Name: Villa GstNr.: .581 Villa, Gröbming                                                                                                  |
| ja   | Datei hochladen | Kath. Pfarrkirche Mariä Himmelfahrt und ehem. Friedhofsfläche HERIS-ID: 51493 Objekt-ID: 57152 | Klostergasse Standort KG: Gröbming       | Der ursprünglich gotische Kirchenbau stammt aus den Jahren 1494 bis 1500. Aus dieser Zeit sind noch der Apostelaltar der Hallstätter-Schule (Meister Lienhart Astl) und einige Stühle erhalten. Der frühbarocke Hochaltar wurde 1625 von Hans Pernegger d. Älteren entworfen und wurde 1725 durch einen Säulen-Hochaltar ersetzt. Auf das Patrozinium und die ursprüngliche Wallfahrtskirche weist eine aus dem 15. Jahrhundert stammende Madonna mit Kind hin. Barocker Kreuzaltar aus dem 17. und barocke Kanzel aus dem 18. Jahrhundert. | BDA-Hist.: Q38045453 Status: § 2a Stand der BDA-Liste: 2025-06-30 Name: Kath. Pfarrkirche Mariä Himmelfahrt und ehem. Friedhofsfläche GstNr.: .82, 466 Katholische Pfarrkirche Mariä Himmelfahrt (Gröbming) |
| ja   | Datei hochladen | Evang. Pfarrkirche A.B., Heilandskirche HERIS-ID: 88682 Objekt-ID: 103264                      | Loyplatz Standort KG: Gröbming           | → Hauptartikel : Evangelische Pfarrkirche Gröbming f1 | BDA-Hist.: Q37727222 Status: § 2a Stand der BDA-Liste: 2025-06-30 Name: Evang. Pfarrkirche A.B., Heilandskirche GstNr.: .29 Evangelische Pfarrkirche Gröbming                                               |
| ja   | Datei hochladen | Pfarrhof und Wirtschaftsgebäude HERIS-ID: 51492 Objekt-ID: 57151                               | Stoderstraße 1 Standort KG: Gröbming     | Das Portal des Pfarrhofs zeigt eine barocke, schmiedeeiserne Oberlichte. | BDA-Hist.: Q38045437 Status: § 2a Stand der BDA-Liste: 2025-06-30 Name: Pfarrhof und Wirtschaftsgebäude GstNr.: 1320 Pfarrhof Gröbming                                                                      |
| ja   | Datei hochladen | Felsritzbilder in der Notgasse HERIS-ID: 37162 Objekt-ID: 36239                                | Notgasse Standort KG: Gröbming           | mittelalterliche und neuzeitliche Petroglyphen; auch Naturdenkmal und UNESCO-Welterbe | BDA-Hist.: Q16334471 Status: Bescheid Stand der BDA-Liste: 2025-06-30 Name: Felsritzbilder in der Notgasse GstNr.: 1081/7 Notgasse Gröbming                                                                 |
| BW   | Datei hochladen | Felsritzbilder in der Höhle Mausbendlloch HERIS-ID: 253412seit 2024                            | Standort KG: Gröbming                    | Anmerkung: Katasternummer 1548/2 | BDA-Hist.: Q126122398 Status: Bescheid Stand der BDA-Liste: 2025-06-30 Name: Felsritzbilder in der Höhle Mausbendlloch GstNr.: 1081/3                                                                       |